# Яшодхара

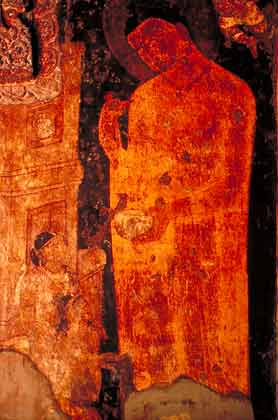
Будда с Яшодхарой и Рахулой (слева внизу), Аджанта

Яшодхара — жена принца Сиддхартхи Гаутамы, основателя буддизма. Позднее она вступила в общину буддийских монахинь, считается архати.

## Жизнь
Яшодхара была дочерью царя Суппабудды и Памиты, сестры отца Будды Гаутамы, царя Шуддходаны. Её отец был из рода Колия, её мать происходила из семьи Шакья. Шакья и Колия происходили из клана солнечной династии. Отсутствие подобной и равной с ними другой семьи в регионе указало на то, что члены этих двух царственных семей женятся и выходят замуж только между собой.
В возрасте 29 лет она родила своего единственного ребенка, мальчика по имени Рахула. В день его рождения принц Сиддхартха Гаутама, её муж, покинул дворец. После того, как Яшодхара узнала, что её муж начал святую жизнь, она избавилась от всех драгоценностей, носила простое жёлтое одеяние, и ела только один раз в день. В итоге она стала отшельницей. И хотя родственники сообщили, что они будут поддерживать её, она занималась тем же. Несколько князей просили её руки, но она никого не принимала. На протяжении всего шестилетнего отшельничества, принцесса следила за всеми событиями, касающимися действий принца.
Когда Будда, после просветления, посетил Капилавасту, Яшодхара не пришла, чтобы увидеть своего бывшего мужа, но послала к нему Рахулу. Про себя же она решила: «Несомненно, если я приобрела хоть какие-то заслуги, то Господин сам придёт навестить меня». Для того, чтобы удовлетворить её пожелание, Будда посетил её и выразил своё восхищение её терпением и самоотверженностью, которые помогли ему не только в этом рождении, но и в предыдущем (согласно Chandrakinnara Jathakaya).
Через некоторое время, после того, как её сын Рахула стал монахом, Яшодхара также вступила в орден монахов и монахинь и стала архати. Она получила рукоположение в бхикшуни, и была включена в число пяти сотен женщин, следующих за Махападжапати Готами, просивших рукоположение. Она была объявлена обладающей сверхъестественными силами (сиддхи) среди монахинь. Среди женщин-учеников она была главной из тех, кто достиг больших сверхъестественных способностей. Она умерла в возрасте 78 лет, за два года до паринирваны Будды.

## Имя
Смысл имени Яшодхара (санскрит) [от yasas «слава, величие» + dhara «поведение, манера держать себя» от словесного корня dhri «нести, поддерживать»] — носительница славы. Другие её имена — Яшодхара Тхери (старейшина Яшодхара), Бимбадеви, Бхаддакаккана и Рахуламата (мать Рахулы). В палийском каноне имя Яшодхара не найдено. Есть два упоминания Бхаддакаччаны.

## Теософические интерпретации
Индийский теософ Субба Роу утверждает, что имя «Яшодхара» обозначает одну из трёх мистических сил (см. утпала-варна). Религиозный философ Е. И. Рерих считала Яшодхару одним из своих прежних воплощений.